# True Love (Ida Sand-album)
True Love från 2009 är ett musikalbum med den svenska jazzsångaren Ida Sand.

## Låtlista
Text och musik är skriven av Ida Sand om inget annat anges.
1. Ventura Highway (Dewey Bunnell) – 4:53
2. Notice Me – 4:30
3. The Weight (Robbie Robertson) – 4:15
4. My Biggest Fear – 4:06
5. As Long As You Love Me – 4:18
6. Devil's Game – 4:45
7. Heart of Gold (Neil Young) – 4:04
8. Manic Depression (Jimi Hendrix) – 3:27
9. Loverman (Jimmy Davies/Roger Ramirez/James Sherman) – 5:34
10. Who's Gonna Help Brother Get Further (Elvis Costello/Alan Toussaint) – 3:54
11. Redemption Song (Bob Marley) – 3:35
12. True Love – 5:12

## Medverkande
- Ida Sand – sång, piano, wurlizer
- Ola Gustafsson – gitarrer
- Mattias Torell – gitarrer
- Peter Forss – bas, violin
- Per Lindvall – trummor, slagverk
- Peter Asplund – trumpet, flygelhorn
- Magnus Lindgren – flöjt, basklarinett
- Ingela Olsson – kör
- André de Lang – kör

## Mottagande
Albumet fick ett blandat mottagande och har medelbetyget 3,1/5 baserat på tre recensioner. 